# Cattedrale di Santa Maria (Killarney)
La cattedrale di Santa Maria a Killarney è una cattedrale cattolica, nella contea di Kerry, nella Repubblica d'Irlanda.

## Storia
La cattedrale di Santa Maria (1842-1855) è stata progettata dal famoso architetto inglese Augustus Welby Northmore Pugin ed è considerata una delle chiese neogotiche più importanti del XIX secolo in Irlanda. La guglia e la navata sono state completate dall'architetto irlandese Ashlin Coleman di Dublino. Le decorazioni interne sono state disegnate da J.J. McCarthy.

## Descrizione
L'interno è stato gravemente danneggiato quando l'intonaco interno è stato rimosso nel 1973 nella ristrutturazione effettuata da D.J. Kennedy.
Alcune persone credono che la navata centrale sia troppo stretta, ma la larghezza della navata deriva dai modelli medievali che si trovano in tutta l'Irlanda e in Inghilterra. La guglia è molto alta ed elegante. L'abside è molto irlandese con tre vetrate ad arco molto alte e una porta d'ingresso molto bassa. La pietra utilizzata è una miscela di pietre  marroni e grigie. L'ubicazione della chiesa è più simile ad un convento che ad una cattedrale, perché la cattedrale si trova in aperta campagna e non in un contesto urbano.

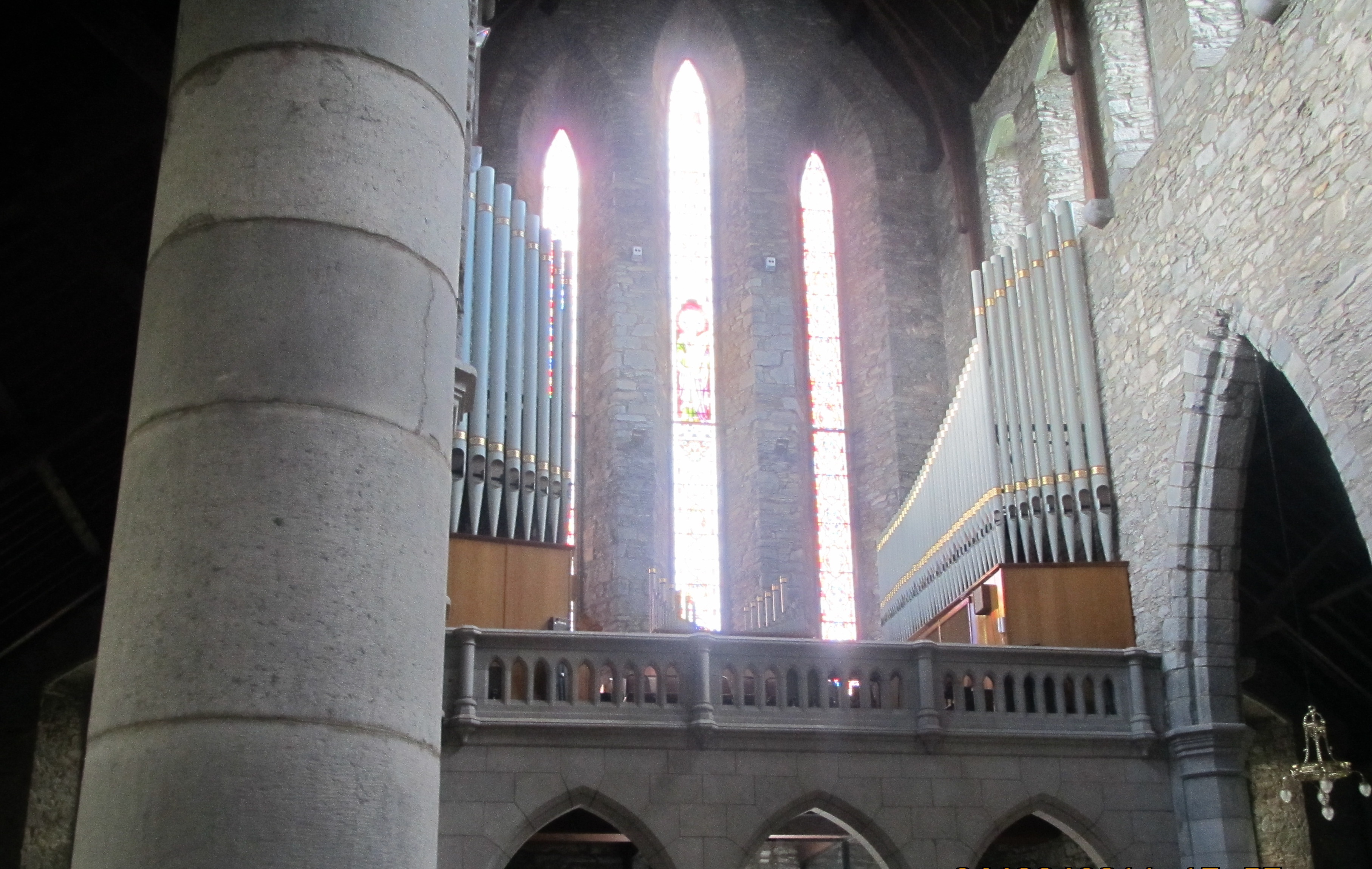
Organo
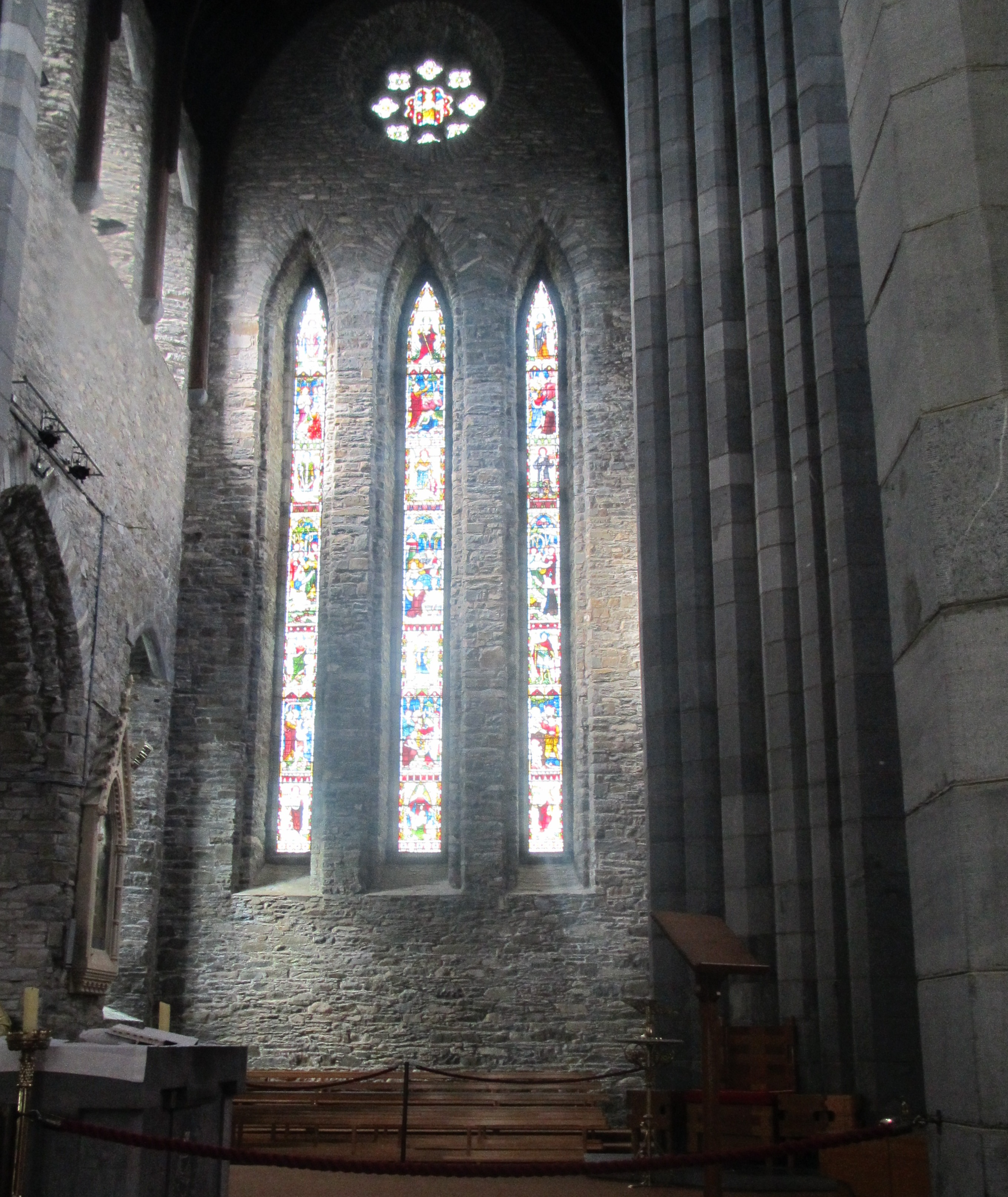
Particolare di una vetrata
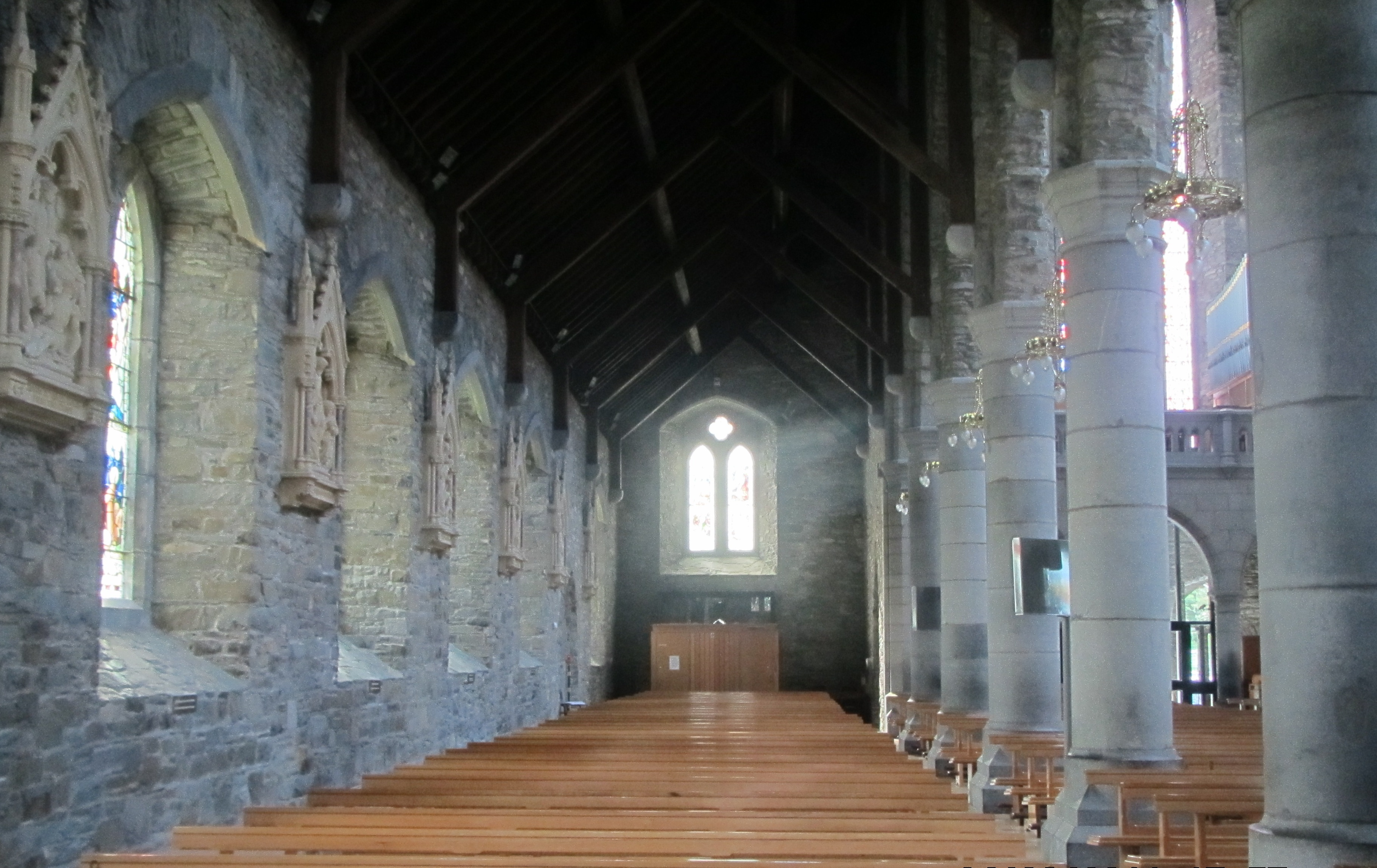
Cappella di sinistra